# Trintange
Trintange (en luxemburguès: Trënteng; en alemany: Trintingen) és una vila i centre administratiu de la comuna de Waldbredimus, situada al districte de Grevenmacher del cantó de Remich. Està a uns 11,8 km de distància de la ciutat de Luxemburg.